# Jenny Blicher-Clausen
Jenny Frederikke Blicher-Clausen (* 29. Juli 1865 in Salling; † 4. Februar 1907 in Frederiksberg) war eine dänische Schriftstellerin, auch bekannt unter ihrem Pseudonym John Bentsen.

## Leben
Blicher-Clausen war die Tochter von Jens Mathias Blicher (1822–1893), Pastor von Durup, und dessen Ehefrau Frederikke Severine Balle (1833–1910). Sie hatte bereits während ihrer Schulzeit Gedichte und kleinere Geschichten verfasst und konnte 1885 unter dem Nom de plume John Bentsen eine Gedichtanthologie veröffentlichen.
Mit 15 Jahren machte sie die Bekanntschaft des Theologiestudenten Henrik Nikolaj Clausen (1858–1901) und, als dieser zwei Jahre später ordiniert wurde, heiratete sie ihn und ließ sich mit ihm in Søllerød nieder. Ihr Ehemann war entfernt verwandt mit dem Theologen Henrik Nicolai Clausen (1793–1877).
Am 4. Februar 1907 starb Jenny Blicher-Clausen in Frederiksberg und fand ihre letzte Ruhestätte in Søllerød.

## Trivia
Die Komponisten Otto Malling und Rued Langgaard (1893–1952) vertonte einige ihrer Lieder und Gedichte.

## Werke (Auswahl)
Romane
- Inga Heine. Kopenhagen 1898.
  - Deutsch: Inga Heine. Roman aus der Gegenwart. Engelhorn, Stuttgart 1901 (übersetzt von Pauline Klaiber-Gottschau)
- Violin. Et nutidsdigt. Kopenhagen 1900.
- Sonja. Kopenhagen 1901.
  - Deutsch: Sonja. Engelhorn, Stuttgart 1906 (übersetzt von Pauline Klaiber-Gottschau)
- Fabror Frans. Kopenhagen 1902.
  - Deutsch: Onkel Franz. A. Langen, München 1903 (übersetzt von Pauline Klaiber-Gottschau)
- Kjeld. En Gademalers historie. Kopenhagen 1903.
  - Deutsch: Kjeld. Die Geschichte eines Strassenmalers. Juncker, Stuttgart 1904 (übersetzt von Helene Klepetar)

Werkausgabe
- Udvalgte skrifter. Kopenhagen 1913 (2 Bände)